# جو آلن (بازیکن بسکتبال)
جو آلن (انگلیسی: Joe Allen; ۸ نوامبر ۱۹۴۷ – ۲۰ مهٔ ۱۹۹۷) بازیکن بسکتبال اهل ایالات متحده آمریکا بود.